# Цей, Ибрагим Салехович
Ибрагим Салехович Цей (адыг. Цэй Ибрахьим, 11 [23] января 1890, аул Шенджий, Кубанская область — 7 сентября 1936, Майкоп) — адыгейский писатель. Один из основоположников адыгейской литературы. Писал на адыгейском и русском языках.

## Биография
Окончил Кубанское Александровское реальное училище.
С 1926 г. — член Московского общества драматических писателей и композиторов.
В 1933 году стал первым директором организованного им областного театрального техникума в Краснодаре.

## Творчество
Первые публицистические произведения Цея были напечатаны в 1912 году. В его ранних фельетонах поднимались темы бесправия народа, неравенства. После революции им были написаны роман «Хацук-Хаджи», драмы «Кочас», «Хищники»; пьеса «Фэмый»; поэма «Заячья тризна», рассказы «По заветам старины», «Фатимино счастье», «Мулла Ибрагим». Переводил на адыгейский язык произведения Н. В. Гоголя, И. А. Крылова, Д. Бедного, Н. А. Островского, детские произведения С. Я. Маршака и К. И. Чуковского.

### Избранные сочинения
- Цей И. С. Избранные произведения. — Майкоп: Адыгея, 2000. — 697 с. — (Содерж.: Хацук-Хаджи: Роман; Одинокий: Повесть; Рассказы; Новеллы; Очерки; Драматургия; Публицистика; Письма). — 1000 экз. — ISBN 5-7992-0080-2.

## Память
Имя Ибрагима Цея носят школа и улица в ауле Шенджий.
В 2011 году имя Ибрагима Цея присвоено Национальному театру Адыгеи, основателем которого он является.